# Terreur sur le Queen Mary
Pour plus de détails, voir Fiche technique et Distribution.
Terreur sur le Queen Mary (Adventures of the Queen) est un téléfilm américain réalisé par David Lowell Rich et diffusé le 14 février 1975 à la télévision sur CBS.

## Synopsis
Un maître chanteur aidé d'un groupe d'hommes a déposé une bombe sur le navire S.S. Queen. Il exige que l'armateur lui verse une somme exorbitante sur un compte protégé. Après que les passagers ont repris le contrôle de la situation, le chef des terroristes meurt sans avoir donné les codes d'annulation de l'explosif. L'équipage va devoir jouer la course contre la montre pour désactiver l'engin mortel.

## Fiche technique
- Titre original : Adventures of the Queen
- Titre français : Terreur sur le Queen Mary
- Réalisation : David Lowell Rich
- Scénario : John Gay d'après une histoire d'Irwin Allen
- Direction artistique : Stan Jolley
- Montage : Bill Brame
- Distribution : Jack Baur
- Directeur de la photographie : Jack Woolf
- Musique : Richard LaSalle
- Création des costumes : Paul Zastupnevich
- Producteur : Irwin Allen
- Producteurs associés : Al Gail et William Welch
- Compagnies de production : Twentieth Century Fox Television - Irwin Allen Productions
- Pays de production :  États-Unis
- Format : couleurs - 35 mm - son mono - 1.33 plein écran
- Genre : science-fiction
- Durée : 98 minutes
- Dates de sortie : États-Unis : 14 février 1975

## Distribution
- Robert Stack : capitaine James Morgan
- David Hedison : docteur Peter Brooks
- Ralph Bellamy : J.L. Dundeen
- Bradford Dillman : Martin Reed
- Sorrell Booke : Robert Dwight
- John Randolph : John Howe
- Linden Chiles : Matthew Evans
- Burr DeBenning : Ted Trevor
- Sheila Mathews : Claudine Lennart
- Mills Watson : Jim Greer
- Ellen Weston : Ann Trevor
- Francine York : Betsy Schuster
- Paul Carr : Walter Fletcher
- Elizabeth Rogers : Irene McKay
- Russell Johnson : Forbes
- Frank Marth : Phillips
- Lara Parker : Barbara
- Vito Scotti : Bill Schuster
- Richard X. Slattery : Riley
- Than Wyenn : Fedderson